# Diego Rolán
Diego Alejandro Rolan Silva (Montevideo, 24 de marzo de 1993) es un futbolista uruguayo, juega como delantero y actualmente se encuentra en el Atlético Marbella Paraiso de la Séptima División de España.

## Trayectoria
Es un delantero formado en el Defensor Sporting C. con el que jugó en la Primera División de Uruguay desde 2011 a 2013. Aún no hay información de cómo llegó a primera división. 
En 2013, firma como jugador del F. C. Girondins de Burdeos, club galo en el que estaría durante 4 temporadas.
En la temporada 2017-18 llegó a la Liga española para jugar en el Málaga de la Primera División de España, en calidad de cedido por el Bordeaux de la Liga francesa. Consiguió marcar 5 goles en el Málaga, pero no pudo evitar el descenso a la Segunda División.

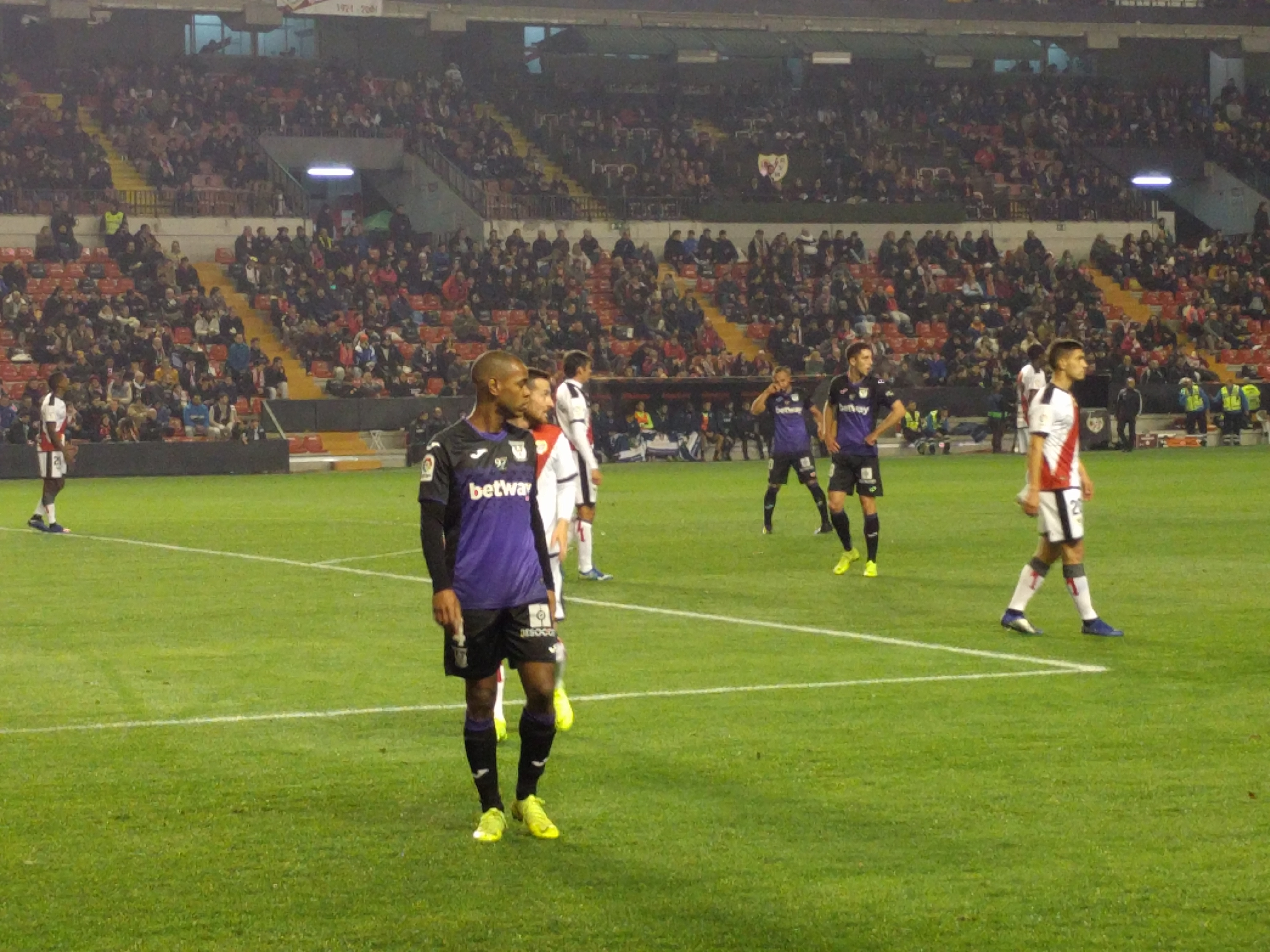
Diego Rolan en un partido de Copa con el CD Leganés.

En verano de 2018, firmó por el R. C. Deportivo de La Coruña de la Primera División de España, a cambio de 6 millones de euros de traspaso.
En la temporada 2018-19 pasó a jugar en el Leganés, en calidad de cedido por una temporada.
En las siguientes temporadas, encadenaría varias cesiones en los equipos del Deportivo Alavés, el F. C. Juárez mexicano y Pyramids F. C. egipcio.
El 17 de agosto de 2021, tras desvincularse del R. C. Deportivo de La Coruña,  firma por el F. C. Juárez de la Primera División de México.

## Selección nacional

### Juveniles
Integró la selección de Uruguay que participó del Sudamericano Sub-20 2013. Consiguió el tercer puesto para clasificar al Mundial Sub- 20 de Turquía.
Estuvo en el plantel de la selección de Uruguay que participó en el Mundial Sub-20 de Turquía, logró el segundo puesto al perder en la final con Francia por penales, los galos tenían como estrella a Paul Pogba.

#### Participaciones en juveniles
| Competición              | Sede      | Resultado     | Partidos | Goles |
| ------------------------ | --------- | ------------- | -------- | ----- |
| Sudamericano Sub-20 2011 | Colombia  | Subcampeón    | 1        | 0     |
| Sudamericano Sub-20 2013 | Argentina | Tercer puesto | 9        | 4     |
| Mundial Sub-20 2013      | Turquía   | Subcampeón    | 5        | 0     |

### Absoluta
El 27 de agosto de 2012 fue convocado por primera vez a la selección absoluta para jugar 2 partidos amistosos en Asia, contra Japón y Corea del Sur.
Metió su primer gol con la Celeste el 18 de noviembre ante Chile, fue el 1 a 1 parcial y el partido terminó 2 a 1 a favor como visitantes en el Estadio Monumental.
El 23 de mayo fue confirmado en el plantel que defendió la Celeste en la Copa América.

#### Participaciones en absoluta
| Competición       | Sede           | Resultado        | Partidos | Goles |
| ----------------- | -------------- | ---------------- | -------- | ----- |
| Copa América 2015 | Chile          | Cuartos de final | 4        | 0     |
| Copa América 2016 | Estados Unidos | Fase de grupos   | 2        | 0     |

| Partidos | Partidos       | Partidos  | Partidos                | Partidos                  | Partidos    | Partidos | Partidos              | Partidos                       | Partidos |
| N.º      | Rival          | Resultado | Fecha                   | Lugar                     | Competencia | Goles    | Asistencias           | Cambio                         | Ref.     |
| -------- | -------------- | --------- | ----------------------- | ------------------------- | ----------- | -------- | --------------------- | ------------------------------ | -------- |
| 1        | Japón          | 2:0 (1:0) | 5 de septiembre de 2014 | Sapporo Japón             | Amistoso    | -        | 34' a Edinson Cavani  | 65' por Abel Hernández         | 1        |
| 2        | Corea del Sur  | 1:0 (0:0) | 8 de septiembre de 2014 | Seúl Corea del Sur        | Amistoso    | -        | -                     | 78' por Abel Hernández         | 2        |
| 3        | Arabia Saudita | 1:1 (0:0) | 10 de octubre de 2014   | Jeddah Arabia Saudita     | Amistoso    | -        | -                     | 46' por Cristian Rodríguez     | 3        |
| 4        | Omán           | 3:0 (0:0) | 13 de octubre de 2014   | Al Buraimi Omán           | Amistoso    | -        | 47' a Luis Suárez     | 78' por Camilo Mayada          | 4        |
| 5        | Chile          | 2:1 (1:1) | 18 de noviembre de 2014 | Santiago de Chile · Chile | Amistoso    | 46'      | 80' a Álvaro González | 84' por Jonathan Rodríguez     | 5        |
| 6        | Marruecos      | 1:0 (0:0) | 28 de marzo de 2015     | Agadir Marruecos          | Amistoso    | -        | -                     | 70' por Giorgian De Arrascaeta | 6        |
| 7        | Guatemala      | 5:1 (3:0) | 6 de junio de 2015      | Montevideo · Uruguay      | Amistoso    | 3'       | -                     | 68' por Jonathan Rodríguez     | 7        |

## Estadísticas

### Clubes
Actualizado al 7 de junio de 2023.
Último partido disputado: Peñarol 0-3 Defensa y Justicia.
| Club                                  | Div.          | Temporada     | Liga  | Liga  | Liga   | Copas nacionales | Copas nacionales | Copas nacionales | Torneos internacionales | Torneos internacionales | Torneos internacionales | Total | Total | Total  |
| Club                                  | Div.          | Temporada     | Part. | Goles | Asist. | Part.            | Goles            | Asist.           | Part.                   | Goles                   | Asist.                  | Part. | Goles | Asist. |
| ------------------------------------- | ------------- | ------------- | ----- | ----- | ------ | ---------------- | ---------------- | ---------------- | ----------------------- | ----------------------- | ----------------------- | ----- | ----- | ------ |
| Defensor S. C. · Uruguay              | 1.ª           | 2011-12       | 23    | 3     | 1      | 0                | 0                | 0                | 3                       | 0                       | 0                       | 26    | 3     | 1      |
| Defensor S. C. · Uruguay              | 1.ª           | 2012-13       | 15    | 8     | 3      | 0                | 0                | 0                | 0                       | 0                       | 0                       | 15    | 8     | 3      |
| Defensor S. C. · Uruguay              | Total club    | Total club    | 38    | 11    | 4      | 0                | 0                | 0                | 3                       | 0                       | 0                       | 41    | 11    | 4      |
| F. C. Girondins de Burdeos Francia    | 1.ª           | 2012-13       | 7     | 0     | 0      | 1                | 0                | 0                | 2                       | 0                       | 0                       | 10    | 0     | 0      |
| F. C. Girondins de Burdeos Francia    | 1.ª           | 2013-14       | 18    | 2     | 4      | 2                | 0                | 0                | 6                       | 0                       | 1                       | 26    | 2     | 5      |
| F. C. Girondins de Burdeos Francia    | 1.ª           | 2014-15       | 36    | 15    | 4      | 2                | 1                | 0                | 0                       | 0                       | 0                       | 38    | 16    | 4      |
| F. C. Girondins de Burdeos Francia    | 1.ª           | 2015-16       | 31    | 7     | 4      | 5                | 2                | 0                | 6                       | 1                       | 0                       | 42    | 10    | 4      |
| F. C. Girondins de Burdeos Francia    | 1.ª           | 2016-17       | 29    | 9     | 0      | 4                | 1                | 0                | 0                       | 0                       | 0                       | 33    | 10    | 0      |
| F. C. Girondins de Burdeos Francia    | Total club    | Total club    | 121   | 33    | 12     | 14               | 4                | 0                | 14                      | 1                       | 1                       | 149   | 38    | 13     |
| Málaga C. F. · España                 | 1.ª           | 2017-18       | 26    | 5     | 1      | 1                | 0                | 0                | 0                       | 0                       | 0                       | 27    | 5     | 1      |
| Málaga C. F. · España                 | Total club    | Total club    | 26    | 5     | 1      | 1                | 0                | 0                | 0                       | 0                       | 0                       | 27    | 5     | 1      |
| C. D. Leganés · España                | 1.ª           | 2018-19       | 6     | 0     | 0      | 2                | 0                | 0                | 0                       | 0                       | 0                       | 8     | 0     | 0      |
| C. D. Leganés · España                | Total club    | Total club    | 6     | 0     | 0      | 2                | 0                | 0                | 0                       | 0                       | 0                       | 8     | 0     | 0      |
| Deportivo Alavés · España             | 1.ª           | 2018-19       | 9     | 0     | 0      | 0                | 0                | 0                | 0                       | 0                       | 0                       | 9     | 0     | 0      |
| Deportivo Alavés · España             | Total club    | Total club    | 9     | 0     | 0      | 0                | 0                | 0                | 0                       | 0                       | 0                       | 9     | 0     | 0      |
| F. C. Juárez · México                 | 1.ª           | 2019-20       | 18    | 7     | 0      | 3                | 1                | 0                | 0                       | 0                       | 0                       | 21    | 8     | 0      |
| F. C. Juárez · México                 | 1.ª           | 2021-22       | 16    | 4     | 0      | 0                | 0                | 0                | 0                       | 0                       | 0                       | 16    | 4     | 0      |
| F. C. Juárez · México                 | 1.ª           | 2022-23       | 4     | 0     | 0      | 0                | 0                | 0                | 0                       | 0                       | 0                       | 4     | 0     | 0      |
| F. C. Juárez · México                 | Total club    | Total club    | 38    | 11    | 0      | 3                | 1                | 0                | 0                       | 0                       | 0                       | 41    | 12    | 0      |
| R. C. Deportivo de La Coruña · España | 2.ª B         | 2020-21       | 4     | 2     | 1      | 1                | 0                | 0                | 0                       | 0                       | 0                       | 5     | 2     | 1      |
| R. C. Deportivo de La Coruña · España | Total club    | Total club    | 4     | 2     | 1      | 1                | 0                | 0                | 0                       | 0                       | 0                       | 5     | 2     | 1      |
| Pyramids F. C. · Egipto               | 1.ª           | 2020-21       | 8     | 3     | 0      | 1                | 0                | 0                | 4                       | 1                       | 0                       | 13    | 4     | 0      |
| Pyramids F. C. · Egipto               | Total club    | Total club    | 8     | 3     | 0      | 1                | 0                | 0                | 4                       | 1                       | 0                       | 13    | 4     | 0      |
| C. A. Peñarol · Uruguay               | 1.ª           | 2023          | 5     | 0     | 1      | 0                | 0                | 0                | 3                       | 0                       | 0                       | 8     | 0     | 1      |
| C. A. Peñarol · Uruguay               | Total club    | Total club    | 5     | 0     | 1      | 0                | 0                | 0                | 3                       | 0                       | 0                       | 8     | 0     | 1      |
| A. Marbella P. · España               | 7.ª           | 2023-24       | 0     | 0     | 0      | 0                | 0                | 0                | 0                       | 0                       | 0                       | 0     | 0     | 0      |
| A. Marbella P. · España               | Total club    | Total club    | 0     | 0     | 0      | 0                | 0                | 0                | 0                       | 0                       | 0                       | 0     | 0     | 0      |
| Total carrera                         | Total carrera | Total carrera | 255   | 65    | 19     | 22               | 5                | 0                | 24                      | 2                       | 1                       | 301   | 72    | 20     |
| 1.                                    |               |               |       |       |        |                  |                  |                  |                         |                         |                         |       |       |        |

## Palmarés

### Títulos nacionales
| Título          | Club                       | País    | Año  |
| --------------- | -------------------------- | ------- | ---- |
| Copa de Francia | F. C. Girondins de Burdeos | Francia | 2013 |
| Torneo Apertura | C.A Peñarol                | Uruguay | 2023 |